# Kumihimo

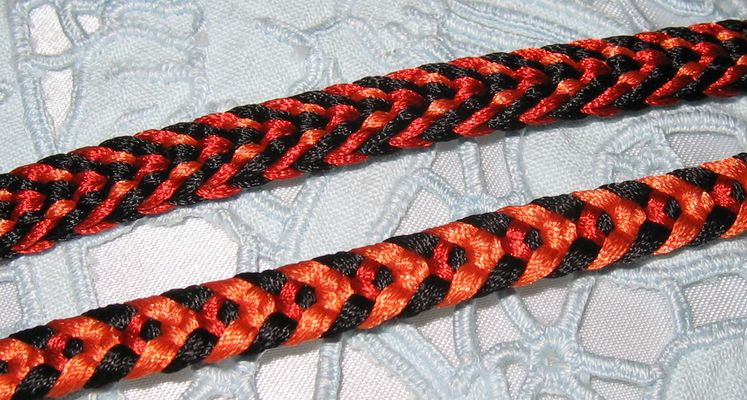
Kumihimo

Kumihimo je téměř 2 000 let stará japonská technika splétání šňůr. Původně ji používali samurajové, kteří si tak vyráběli doplňky oděvů (ale třeba i brnění), nyní se používá k výrobě náramků, přívěsků, vodítek na psy a podobně.
K pletení se používá dřevěné kolo s dírou uprostřed (marudai), nejčastěji dnes pěnové pletací kolečko (mobidai), kde se provázky zachytí po obvodu do zářezů a vzájemnou výměnou se vytváří příslušný vzor.